# 龐羲
龐 羲（ほう ぎ、生没年不詳）は、中国後漢末期の武将・政治家。司隷河南尹の人。

## 事跡
朝廷で議郎を務めていたため、劉焉とは父祖以来の交際があった。
興平元年（194年）、劉焉の子の劉範・劉誕が李傕を討伐しようとして処刑されたため、龐羲はその子供たちを連れて益州へ逃れた。劉焉が死去し劉璋が後を継ぐと、龐羲は巴西太守に任命され、漢中の張魯に備えた。また、龐羲の娘は劉璋の子の劉循に嫁いだ。龐羲は士を好むとの評判があったため、鄧芝などが身を寄せている。
ある時、龐羲が張魯に対抗するため私兵を募集したところ、劉璋に讒訴する者がいたため、劉璋は龐羲を猜疑するようになった。これを恐れた龐羲は漢昌県長の程畿に救援してもらうため子の程郁を派遣したが、程畿は「異心を抱いていないのなら、誠意を尽くすべきです」と言って応じなかった。龐羲は程郁を殺すと脅して、あくまで程畿に協力させようと迫ったが、重ねて拒否された。このため、ついに龐羲が劉璋に謝罪したところ、劉璋もこれを許したという。
なお、建安16年（211年）、張松は劉備を益州に招き入れる目的で劉璋に進言した際に「龐羲・李異は自らの軍功に驕り、外部と手を結ぼうとしている」と述べているが、張松が上記の讒言をしたのかは不明である。
劉備が益州を平定すると、龐羲は左将軍司馬に任命された。建安24年（219年）、劉備を漢中王に推挙した際には、営司馬として名を連ねている。

## 物語中の龐羲
小説『三国志演義』では、「龐義」という名でも登場している（第65回）。史実通り巴西太守を務め、張魯が益州進攻を図ろうとしていることを知り、この情報を劉璋に告げた。劉備の益州平定後は営中司馬となっている。